# Marco Amenta
Marco Amenta (Palermo, 11 agosto 1970) è un regista, produttore cinematografico e fotoreporter italiano.

## Biografia
Dopo aver frequentato il liceo classico a Palermo, Marco Amenta inizia la sua carriera nel Giornale di Sicilia come fotoreporter. Nel 1992 si trasferisce a Parigi, dove consegue la laurea in Cinematografia all'Université Paris VIII e dove continua a lavorare per agenzie e settimanali francesi, realizzando diversi cortometraggi in pellicola.
Durante la guerra in ex-Jugoslavia realizza il documentario Born in Bosnia per la TV francese, presentato al festival Palermocinema.
Nel 1998 produce e dirige il film documentario Diario di una siciliana ribelle presentato fuori concorso alla 54ª Mostra internazionale d'arte cinematografica di Venezia.
Nel 2004 scrive e dirige il documentario L'ultimo padrino, una coproduzione italo-francese.
Nel 2005 dirige Il fantasma di Corleone, film-documentario sulla vita e sulla caccia a Bernardo Provenzano, che esce nelle sale il 30 marzo 2006 e ottiene la nomination ai Globi d'oro 2006.
Il 27 febbraio 2009 esce nelle sale il suo film La siciliana ribelle, già presentato al "Festival internazionale del film di Roma", del quale ha curato anche la sceneggiatura insieme a Sergio Donati. Si ispira alla storia di Rita Atria.
Nel 2014 esce il documentario Berlusconi, le roi Silvio. Sempre in quell'anno ha completato il film biografico Il banchiere dei poveri, ispirato alla storia di Muhammad Yunus.
Nel gennaio 2017 esce al cinema Magic Island, un road movie che ripercorre la vicenda umana e artistica di Vincent Schiavelli, grande caratterista del cinema americano.
Nel 2018 gira il documentario The Lone Girl, storia dell'ultima cowgirl italiana, Roberta.  Il film partecipa al Biografilm Festival 2019 e al Salina Doc Fest 2019
Nel 2020 gira il suo primo cortometraggio VR 360° In Trincea, dove Giuseppe, insieme ad altri partigiani, resiste all'avanzata nazista nella battaglia di Monte Cassino.
Nel 2021 uscirà il suo secondo film di finzione Tra Le Onde.  Il film narra la storia di Salvo (Vincenzo Amato), che per via di un evento inaspettato, intraprende un viaggio che lo costringerà ad affrontare i fantasmi del suo passato.  Il film è in post-produzione.

## Filmografia
- Diario di una siciliana ribelle - documentario (1998)
- L'ultimo padrino - documentario (2004)
- Il fantasma di Corleone - documentario (2006)
- La siciliana ribelle (2009)
- Berlusconi, le roi Silvio - documentario (2014)
- Magic Island (2016)
- In trincea - cortometraggio (2020)
- Tra le onde (2021)